# Grand dessein
Grand dessein (pol. „Wielki plan”) – projekt utworzenia konfederacji państw Europy, w celu zachowania między nimi pokoju oraz zagwarantowania ich współpracy, której powołanie do życia postulował książę Maximilien de Béthune de Sully w swych Pamiętnikach, spisanych trzy lata przed śmiercią.
Projekt ten uważa się za najbardziej kompleksową spośród wszystkich propozycji powołania związków państw w okresie przed rewolucją francuską.
Organizacja miała obejmować 15 państw europejskich, którymi były: 6 monarchii dziedzicznych: Anglia, Francja, Hiszpania, Lombardia, Dania i Szwecja; 5 elekcyjnych: Czechy, Węgry, Rzesza Niemiecka, Rzeczpospolita Obojga Narodów oraz Państwo Kościelne: 4 republiki: Szwajcaria, Holandia, Wenecja i Federacja Miast i Republik Włoskich. Autor nie dopuszczał natomiast udziału Rosji i Turcji, uznając je za nieeuropejskie.
Podstawowym celem powstania organizacji miało być skłonienie Francji do większego zaangażowania w wojnę trzydziestoletnią. Członkostwo było dobrowolne i wymagało rzeczywistego zaangażowania, zaś warunkiem wstępnym było odpowiednie położenie geograficzne i zainteresowanie utrwalaniem pokoju.
Struktura organizacji opierała się na trzech organach:
- Rada Generalna (Grand Conseil), w której skład wchodzili przedstawiciele 8 mocarstw, reprezentowanych także w Radach Regionalnych
- Rady Regionalne (każda z sześciu rad miała obejmować inny subregion)
- Międzynarodowe Siły Zbrojne (Armia Europejska) złożone z kontyngentów wystawianych przez państwa członkowskie

Do zadań RG należało ogłaszanie wojny z wrogiem spoza Organizacji, stanowienie pokoju po wojnie i podejmowanie decyzji o użyciu Armii Europejskiej. RR miały prowadzić bieżący monitoring sytuacji w regionach i w razie potrzeby informować RG o zagrożeniach. Ze względu na członkostwo w obu rodzajach rad, 8 głównych mocarstw posiadało największe możliwości wpływania na działania Organizacji.
Projekt zawierał również dokładny scenariusz działania organizacji na wypadek wystąpienia kryzysu międzynarodowego. Jako główną zbrodnię międzynarodową wymieniał próbę narzucenia innemu państwu wyznania panującego, co stanowiło naruszenie zasady „czyja władza, tego religia”.